# Pseudaulacaspis kiushiuensis
Pseudaulacaspis kiushiuensis är en insektsart som först beskrevs av Kuwana 1909.  Pseudaulacaspis kiushiuensis ingår i släktet Pseudaulacaspis och familjen pansarsköldlöss. Inga underarter finns listade i Catalogue of Life.